# EuroEyes Cyclassics 2019
L'EuroEyes Cyclassics 2019 va ser la 24a edició de la cursa ciclista EuroEyes Cyclassics. Es va disputar el diumenge 25 d'agost de 2019 sobre un recorregut de 216 km, amb origen i final a Hamburg.
La victòria fou per l'italià Elia Viviani (Deceuninck-Quick Step), que s'imposà en l'esprint a l'australià Caleb Ewan (Lotto-Soudal) i al també italià Giacomo Nizzolo (Team Dimension Data).

## Equips participants
En la cursa hi prenen part 20 equips, els 18 World Tour i 2 equips continentals professionals:
| WorldTeams (18)- AG2R La Mondiale - Astana - Bahrain-Merida - Bora-hansgrohe - CCC Team - Deceuninck-Quick Step - Dimension Data - EF Education First - Groupama-FDJ - Team Jumbo-Visma - Trek-Segafredo - Lotto Soudal - Mitchelton-Scott - Movistar Team - Ineos - Team Sunweb - UAE Team Emirates - Katusha-Alpecin Equips continentals professionals (2)- Arkéa-Samsic - Gazprom-RusVelo |
| |

## Classificació final
| \| Classificació general \| Classificació general \| Classificació general \| Classificació general \| Classificació general \| \| Corredor \| Corredor \| Equip \| Temps \| \| \| --------------------- \| --------------------- \| --------------------- \| --------------------- \| --------------------- \| \| 1r \| Elia Viviani \| Deceuninck-Quick Step \| 4h 47' 27" \| \| \| 2n \| Caleb Ewan \| Lotto-Soudal \| + 0" \| \| \| 3r \| Giacomo Nizzolo \| Dimension Data \| + 0" \| \| \| 4t \| Alexander Kristoff \| UAE Team Emirates \| + 0" \| \| \| 5è \| Mike Teunissen \| Team Jumbo-Visma \| + 0" \| \| \| 6è \| Peter Sagan \| Bora-Hansgrohe \| + 0" \| \| \| 7è \| Matteo Trentin \| Mitchelton-Scott \| + 0" \| \| \| 8è \| Arnaud Démare \| Groupama-FDJ \| + 0" \| \| \| 9è \| Sonny Colbrelli \| Bahrain-Merida \| + 0" \| \| \| 10è \| Oliver Naesen \| AG2R La Mondiale \| + 0" \| \| |                    |                       |            |
| |                    |                       |            |
| Font: ProCyclingStats |                    |                       |            |
| Classificació general |                    |                       |            |
| Corredor | Corredor           | Equip                 | Temps      |
| 1r | Elia Viviani       | Deceuninck-Quick Step | 4h 47' 27" |
| 2n | Caleb Ewan         | Lotto-Soudal          | + 0"       |
| 3r | Giacomo Nizzolo    | Dimension Data        | + 0"       |
| 4t | Alexander Kristoff | UAE Team Emirates     | + 0"       |
| 5è | Mike Teunissen     | Team Jumbo-Visma      | + 0"       |
| 6è | Peter Sagan        | Bora-Hansgrohe        | + 0"       |
| 7è | Matteo Trentin     | Mitchelton-Scott      | + 0"       |
| 8è | Arnaud Démare      | Groupama-FDJ          | + 0"       |
| 9è | Sonny Colbrelli    | Bahrain-Merida        | + 0"       |
| 10è | Oliver Naesen      | AG2R La Mondiale      | + 0"       |

## Llista de participants
| Deceuninck-Quick Step DQT | Deceuninck-Quick Step DQT   | Deceuninck-Quick Step DQT |
| ------------------------- | --------------------------- | ------------------------- |
| Núm                       | Ciclista                    | Pos                       |
| 1                         | Elia Viviani (ITA)          | 1r                        |
| 2                         | Mikkel Frølich Honoré (DEN) | 69è                       |
| 3                         | Yves Lampaert (BEL)         | 63è                       |
| 4                         | Michael Mørkøv (DEN) (ruta) | 13è                       |
| 5                         | Fabio Sabatini (ITA)        | 97è                       |
| 6                         | Florian Sénéchal (FRA)      | 47è                       |
| 7                         | Petr Vakoč (CZE)            | 68è                       |

| AG2R La Mondiale ALM | AG2R La Mondiale ALM     | AG2R La Mondiale ALM |
| -------------------- | ------------------------ | -------------------- |
| Núm                  | Ciclista                 | Pos                  |
| 11                   | Gediminas Bagdonas (LTU) | 84è                  |
| 12                   | Mikaël Cherel (FRA)      | 90è                  |
| 13                   | Nico Denz (GER)          | 80è                  |
| 14                   | Oliver Naesen (BEL)      | 10è                  |
| 15                   | Julien Duval (FRA)       | 17è                  |
| 16                   | Mathias Frank (SUI)      | 54è                  |
| 17                   | Stijn Vandenbergh (BEL)  | 83è                  |

| Astana AST | Astana AST                  | Astana AST |
| ---------- | --------------------------- | ---------- |
| Núm        | Ciclista                    | Pos        |
| 21         | Magnus Cort Nielsen (DEN)   | 53è        |
| 22         | Davide Ballerini (ITA)      | 50è        |
| 23         | Rodrigo Contreras (COL)     | 111è       |
| 24         | Laurens De Vreese (BEL)     | 27è        |
| 25         | Davide Villella (ITA)       | 110è       |
| 26         | Jonas Gregaard Wilsly (DEN) | 70è        |
| 27         | Andrei Zeits (KAZ)          | 48è        |

| Bahrain-Merida TBM | Bahrain-Merida TBM        | Bahrain-Merida TBM |
| ------------------ | ------------------------- | ------------------ |
| Núm                | Ciclista                  | Pos                |
| 31                 | Valerio Agnoli (ITA)      | 98è                |
| 32                 | Grega Bole (SLO)          | 89è                |
| 33                 | Sonny Colbrelli (ITA)     | 9è                 |
| 34                 | Feng Chun-kai             | 101è               |
| 35                 | Iván García Cortina (ESP) | 95è                |
| 36                 | Marcel Sieberg (GER)      | 85è                |
| 37                 | Antonio Nibali (ITA)      | DNF                |

| Bora-Hansgrohe BOH | Bora-Hansgrohe BOH        | Bora-Hansgrohe BOH |
| ------------------ | ------------------------- | ------------------ |
| Núm                | Ciclista                  | Pos                |
| 41                 | Pascal Ackermann (GER)    | 114è               |
| 42                 | Cesare Benedetti (ITA)    | 40è                |
| 43                 | Marcus Burghardt (GER)    | 112è               |
| 44                 | Peter Sagan (SVK)         | 6è                 |
| 45                 | Andreas Schillinger (GER) | 60è                |
| 46                 | Michael Schwarzmann (GER) | 105è               |
| 47                 | Rüdiger Selig (GER)       | 113è               |

| CCC Team CCC | CCC Team CCC                   | CCC Team CCC |
| ------------ | ------------------------------ | ------------ |
| Núm          | Ciclista                       | Pos          |
| 51           | Josef Černý (CZE)              | 117è         |
| 52           | Simon Geschke (GER)            | 59è          |
| 53           | Kamil Gradek (POL)             | 115è         |
| 54           | Jakub Mareczko (ITA)           | 121è         |
| 55           | Gijs Van Hoecke (BEL)          | 57è          |
| 56           | Guillaume Van Keirsbulck (BEL) | DNF          |
| 57           | Łukasz Wiśniowski (POL)        | 25è          |

| EF Education First EF1 | EF Education First EF1               | EF Education First EF1 |
| ---------------------- | ------------------------------------ | ---------------------- |
| Núm                    | Ciclista                             | Pos                    |
| 61                     | Matti Breschel (DEN)                 | DNF                    |
| 62                     | Jonathan Caicedo Cepeda (ECU) (ruta) | 55è                    |
| 63                     | Moreno Hofland (NED)                 | DNF                    |
| 64                     | Daniel McLay (GBR)                   | 62è                    |
| 65                     | Sacha Modolo (ITA)                   | 118è                   |
| 66                     | Thomas Scully (NZL)                  | 74è                    |
| 67                     | Luis Villalobos (MEX)                | 28è                    |

| Groupama-FDJ GFC | Groupama-FDJ GFC          | Groupama-FDJ GFC |
| ---------------- | ------------------------- | ---------------- |
| Núm              | Ciclista                  | Pos              |
| 71               | Arnaud Démare (FRA)       | 8è               |
| 72               | Antoine Duchesne (CAN)    | 93è              |
| 73               | Ignatas Konovalovas (LTU) | DNF              |
| 74               | Daniel Hoelgaard (NOR)    | DNF              |
| 75               | Valentin Madouas (FRA)    | 32è              |
| 76               | Miles Scotson (AUS)       | 103è             |
| 77               | Ramon Sinkeldam (NED)     | 39è              |

| Lotto-Soudal LTS | Lotto-Soudal LTS      | Lotto-Soudal LTS |
| ---------------- | --------------------- | ---------------- |
| Núm              | Ciclista              | Pos              |
| 81               | Maxime Monfort (BEL)  | 45è              |
| 82               | Stan Dewulf (BEL)     | 37è              |
| 83               | Caleb Ewan (AUS)      | 2n               |
| 84               | Lawrence Naesen (BEL) | 81è              |
| 85               | Roger Kluge (GER)     | 58è              |
| 86               | Nikolas Maes (BEL)    | 35è              |
| 87               | Rémy Mertz (BEL)      | DNF              |

| Mitchelton-Scott MTS | Mitchelton-Scott MTS        | Mitchelton-Scott MTS |
| -------------------- | --------------------------- | -------------------- |
| Núm                  | Ciclista                    | Pos                  |
| 91                   | Edoardo Affini (ITA)        | 67è                  |
| 92                   | Michael Albasini (SUI)      | 36è                  |
| 93                   | Alexander Edmondson (AUS)   | 61è                  |
| 94                   | Michael Hepburn (AUS)       | 73è                  |
| 95                   | Callum Scotson (AUS)        | 107è                 |
| 96                   | Robert Stannard (AUS)       | 23è                  |
| 97                   | Matteo Trentin (ITA) (ruta) | 7è                   |

| Movistar Team MOV | Movistar Team MOV              | Movistar Team MOV |
| ----------------- | ------------------------------ | ----------------- |
| Núm               | Ciclista                       | Pos               |
| 101               | Carlos Barbero Cuesta (ESP)    | 96è               |
| 102               | Jaime Castrillo (ESP)          | 26è               |
| 103               | Héctor Carretero Milla (ESP)   | 104è              |
| 104               | Rubén Fernández Andújar (ESP)  | 102è              |
| 105               | Eduard Prades i Reverter (ESP) | 49è               |
| 106               | Jasha Sütterlin (GER)          | 22è               |
| 107               | Jürgen Roelandts (BEL)         | 86è               |

| Dimension Data TDD | Dimension Data TDD                | Dimension Data TDD |
| ------------------ | --------------------------------- | ------------------ |
| Núm                | Ciclista                          | Pos                |
| 111                | Giacomo Nizzolo (ITA)             | 3r                 |
| 112                | Jay Robert Thomson (RSA)          | 91è                |
| 113                | Julien Vermote (BEL)              | 51è                |
| 114                | Lars Ytting Bak (DEN)             | 92è                |
| 115                | Mark Renshaw (AUS)                | 99è                |
| 116                | Reinardt Janse van Rensburg (RSA) | 12è                |
| 117                | Bernhard Eisel (AUT)              | DNF                |

| Team Ineos INS | Team Ineos INS             | Team Ineos INS |
| -------------- | -------------------------- | -------------- |
| Núm            | Ciclista                   | Pos            |
| 121            | Leonardo Basso (ITA)       | 43è            |
| 122            | Kristoffer Halvorsen (NOR) | DNF            |
| 123            | Christian Knees (GER)      | 30è            |
| 124            | Michał Kwiatkowski (POL)   | 116è           |
| 125            | Christopher Lawless (GBR)  | DNF            |
| 126            | Luke Rowe (GBR)            | 38è            |
| 127            | Ben Swift (GBR) (ruta)     | 14è            |

| Team Jumbo-Visma TJV | Team Jumbo-Visma TJV    | Team Jumbo-Visma TJV |
| -------------------- | ----------------------- | -------------------- |
| Núm                  | Ciclista                | Pos                  |
| 131                  | Jos van Emden (NED)     | 77è                  |
| 132                  | Danny van Poppel (NED)  | 42è                  |
| 133                  | Bert-Jan Lindeman (NED) | 82è                  |
| 134                  | Paul Martens (GER)      | 65è                  |
| 135                  | Timo Roosen (NED)       | 41è                  |
| 136                  | Mike Teunissen (NED)    | 5è                   |
| 137                  | Floris De Tier (BEL)    | 44è                  |

| Katusha-Alpecin TKA | Katusha-Alpecin TKA         | Katusha-Alpecin TKA |
| ------------------- | --------------------------- | ------------------- |
| Núm                 | Ciclista                    | Pos                 |
| 141                 | Jenthe Biermans (BEL)       | 52è                 |
| 142                 | Jens Debusschere (BEL)      | DNF                 |
| 143                 | Nathan Haas (AUS)           | 33è                 |
| 144                 | Marco Haller (AUT)          | 46è                 |
| 145                 | Nils Politt (GER)           | 16è                 |
| 146                 | José Gonçalves Maciel (POR) | 66è                 |
| 147                 | Dmitri Strakhov (RUS)       | 72è                 |

| Team Sunweb SUN | Team Sunweb SUN           | Team Sunweb SUN |
| --------------- | ------------------------- | --------------- |
| Núm             | Ciclista                  | Pos             |
| 151             | Jan Bakelants (BEL)       | 20è             |
| 152             | Roy Curvers (NED)         | DNF             |
| 153             | Johannes Fröhlinger (GER) | 87è             |
| 154             | Marc Hirschi (SUI)        | 21è             |
| 155             | Lennard Kämna (GER)       | DNF             |
| 156             | Max Kanter (GER)          | DNF             |
| 157             | Cees Bol (NED)            | 119è            |

| Trek-Segafredo TFS | Trek-Segafredo TFS        | Trek-Segafredo TFS |
| ------------------ | ------------------------- | ------------------ |
| Núm                | Ciclista                  | Pos                |
| 161                | Fumiyuki Beppu (JPN)      | DNF                |
| 162                | Koen de Kort (NED)        | 94è                |
| 163                | Alex Frame (NZL)          | DNF                |
| 164                | Michael Gogl (AUT)        | 106è               |
| 165                | Matteo Moschetti (ITA)    | 100è               |
| 166                | Mads Pedersen (DEN)       | 15è                |
| 167                | Toms Skujiņš (LAT) (ruta) | 24è                |

| UAE Team Emirates UAD | UAE Team Emirates UAD      | UAE Team Emirates UAD |
| --------------------- | -------------------------- | --------------------- |
| Núm                   | Ciclista                   | Pos                   |
| 171                   | Sven Erik Bystrøm (NOR)    | 31è                   |
| 172                   | Roberto Ferrari (ITA)      | 64è                   |
| 173                   | Alexander Kristoff (NOR)   | 4t                    |
| 174                   | Vegard Stake Laengen (NOR) | 79è                   |
| 175                   | Rui Oliveira (POR)         | 29è                   |
| 176                   | Jasper Philipsen (BEL)     | 34è                   |
| 177                   | Rory Sutherland (AUS)      | 78è                   |

| Gazprom-RusVelo GAZ | Gazprom-RusVelo GAZ            | Gazprom-RusVelo GAZ |
| ------------------- | ------------------------------ | ------------------- |
| Núm                 | Ciclista                       | Pos                 |
| 181                 | Aleksandr Vlàssov (RUS) (ruta) | 75è                 |
| 182                 | Ievgueni Xalunov (RUS)         | 108è                |
| 183                 | Serguei Xílov (RUS)            | 18è                 |
| 184                 | Ígor Bóiev (RUS)               | 56è                 |
| 185                 | Stepan Kurianov (RUS)          | 76è                 |
| 186                 | Vladislav Kulikov (RUS)        | 122è                |
| 187                 | Piotr Rikunov (RUS)            | 71è                 |

| Arkéa-Samsic PCB | Arkéa-Samsic PCB       | Arkéa-Samsic PCB |
| ---------------- | ---------------------- | ---------------- |
| Núm              | Ciclista               | Pos              |
| 191              | André Greipel (GER)    | 11è              |
| 192              | Robert Wagner (GER)    | DNF              |
| 193              | Clément Russo (FRA)    | 19è              |
| 194              | Brice Feillu (FRA)     | 120è             |
| 195              | Kévin Ledanois (FRA)   | DNF              |
| 196              | Franck Bonnamour (FRA) | 88è              |
| 197              | Connor Swift (GBR)     | 109è             |

| Deceuninck-Quick Step DQT | Deceuninck-Quick Step DQT   | Deceuninck-Quick Step DQT |
| ------------------------- | --------------------------- | ------------------------- |
| Núm                       | Ciclista                    | Pos                       |
| 1                         | Elia Viviani (ITA)          | 1r                        |
| 2                         | Mikkel Frølich Honoré (DEN) | 69è                       |
| 3                         | Yves Lampaert (BEL)         | 63è                       |
| 4                         | Michael Mørkøv (DEN) (ruta) | 13è                       |
| 5                         | Fabio Sabatini (ITA)        | 97è                       |
| 6                         | Florian Sénéchal (FRA)      | 47è                       |
| 7                         | Petr Vakoč (CZE)            | 68è                       |

| AG2R La Mondiale ALM | AG2R La Mondiale ALM     | AG2R La Mondiale ALM |
| -------------------- | ------------------------ | -------------------- |
| Núm                  | Ciclista                 | Pos                  |
| 11                   | Gediminas Bagdonas (LTU) | 84è                  |
| 12                   | Mikaël Cherel (FRA)      | 90è                  |
| 13                   | Nico Denz (GER)          | 80è                  |
| 14                   | Oliver Naesen (BEL)      | 10è                  |
| 15                   | Julien Duval (FRA)       | 17è                  |
| 16                   | Mathias Frank (SUI)      | 54è                  |
| 17                   | Stijn Vandenbergh (BEL)  | 83è                  |

| Astana AST | Astana AST                  | Astana AST |
| ---------- | --------------------------- | ---------- |
| Núm        | Ciclista                    | Pos        |
| 21         | Magnus Cort Nielsen (DEN)   | 53è        |
| 22         | Davide Ballerini (ITA)      | 50è        |
| 23         | Rodrigo Contreras (COL)     | 111è       |
| 24         | Laurens De Vreese (BEL)     | 27è        |
| 25         | Davide Villella (ITA)       | 110è       |
| 26         | Jonas Gregaard Wilsly (DEN) | 70è        |
| 27         | Andrei Zeits (KAZ)          | 48è        |

| Bahrain-Merida TBM | Bahrain-Merida TBM        | Bahrain-Merida TBM |
| ------------------ | ------------------------- | ------------------ |
| Núm                | Ciclista                  | Pos                |
| 31                 | Valerio Agnoli (ITA)      | 98è                |
| 32                 | Grega Bole (SLO)          | 89è                |
| 33                 | Sonny Colbrelli (ITA)     | 9è                 |
| 34                 | Feng Chun-kai             | 101è               |
| 35                 | Iván García Cortina (ESP) | 95è                |
| 36                 | Marcel Sieberg (GER)      | 85è                |
| 37                 | Antonio Nibali (ITA)      | DNF                |

| Bora-Hansgrohe BOH | Bora-Hansgrohe BOH        | Bora-Hansgrohe BOH |
| ------------------ | ------------------------- | ------------------ |
| Núm                | Ciclista                  | Pos                |
| 41                 | Pascal Ackermann (GER)    | 114è               |
| 42                 | Cesare Benedetti (ITA)    | 40è                |
| 43                 | Marcus Burghardt (GER)    | 112è               |
| 44                 | Peter Sagan (SVK)         | 6è                 |
| 45                 | Andreas Schillinger (GER) | 60è                |
| 46                 | Michael Schwarzmann (GER) | 105è               |
| 47                 | Rüdiger Selig (GER)       | 113è               |

| CCC Team CCC | CCC Team CCC                   | CCC Team CCC |
| ------------ | ------------------------------ | ------------ |
| Núm          | Ciclista                       | Pos          |
| 51           | Josef Černý (CZE)              | 117è         |
| 52           | Simon Geschke (GER)            | 59è          |
| 53           | Kamil Gradek (POL)             | 115è         |
| 54           | Jakub Mareczko (ITA)           | 121è         |
| 55           | Gijs Van Hoecke (BEL)          | 57è          |
| 56           | Guillaume Van Keirsbulck (BEL) | DNF          |
| 57           | Łukasz Wiśniowski (POL)        | 25è          |

| EF Education First EF1 | EF Education First EF1               | EF Education First EF1 |
| ---------------------- | ------------------------------------ | ---------------------- |
| Núm                    | Ciclista                             | Pos                    |
| 61                     | Matti Breschel (DEN)                 | DNF                    |
| 62                     | Jonathan Caicedo Cepeda (ECU) (ruta) | 55è                    |
| 63                     | Moreno Hofland (NED)                 | DNF                    |
| 64                     | Daniel McLay (GBR)                   | 62è                    |
| 65                     | Sacha Modolo (ITA)                   | 118è                   |
| 66                     | Thomas Scully (NZL)                  | 74è                    |
| 67                     | Luis Villalobos (MEX)                | 28è                    |

| Groupama-FDJ GFC | Groupama-FDJ GFC          | Groupama-FDJ GFC |
| ---------------- | ------------------------- | ---------------- |
| Núm              | Ciclista                  | Pos              |
| 71               | Arnaud Démare (FRA)       | 8è               |
| 72               | Antoine Duchesne (CAN)    | 93è              |
| 73               | Ignatas Konovalovas (LTU) | DNF              |
| 74               | Daniel Hoelgaard (NOR)    | DNF              |
| 75               | Valentin Madouas (FRA)    | 32è              |
| 76               | Miles Scotson (AUS)       | 103è             |
| 77               | Ramon Sinkeldam (NED)     | 39è              |

| Lotto-Soudal LTS | Lotto-Soudal LTS      | Lotto-Soudal LTS |
| ---------------- | --------------------- | ---------------- |
| Núm              | Ciclista              | Pos              |
| 81               | Maxime Monfort (BEL)  | 45è              |
| 82               | Stan Dewulf (BEL)     | 37è              |
| 83               | Caleb Ewan (AUS)      | 2n               |
| 84               | Lawrence Naesen (BEL) | 81è              |
| 85               | Roger Kluge (GER)     | 58è              |
| 86               | Nikolas Maes (BEL)    | 35è              |
| 87               | Rémy Mertz (BEL)      | DNF              |

| Mitchelton-Scott MTS | Mitchelton-Scott MTS        | Mitchelton-Scott MTS |
| -------------------- | --------------------------- | -------------------- |
| Núm                  | Ciclista                    | Pos                  |
| 91                   | Edoardo Affini (ITA)        | 67è                  |
| 92                   | Michael Albasini (SUI)      | 36è                  |
| 93                   | Alexander Edmondson (AUS)   | 61è                  |
| 94                   | Michael Hepburn (AUS)       | 73è                  |
| 95                   | Callum Scotson (AUS)        | 107è                 |
| 96                   | Robert Stannard (AUS)       | 23è                  |
| 97                   | Matteo Trentin (ITA) (ruta) | 7è                   |

| Movistar Team MOV | Movistar Team MOV              | Movistar Team MOV |
| ----------------- | ------------------------------ | ----------------- |
| Núm               | Ciclista                       | Pos               |
| 101               | Carlos Barbero Cuesta (ESP)    | 96è               |
| 102               | Jaime Castrillo (ESP)          | 26è               |
| 103               | Héctor Carretero Milla (ESP)   | 104è              |
| 104               | Rubén Fernández Andújar (ESP)  | 102è              |
| 105               | Eduard Prades i Reverter (ESP) | 49è               |
| 106               | Jasha Sütterlin (GER)          | 22è               |
| 107               | Jürgen Roelandts (BEL)         | 86è               |

| Dimension Data TDD | Dimension Data TDD                | Dimension Data TDD |
| ------------------ | --------------------------------- | ------------------ |
| Núm                | Ciclista                          | Pos                |
| 111                | Giacomo Nizzolo (ITA)             | 3r                 |
| 112                | Jay Robert Thomson (RSA)          | 91è                |
| 113                | Julien Vermote (BEL)              | 51è                |
| 114                | Lars Ytting Bak (DEN)             | 92è                |
| 115                | Mark Renshaw (AUS)                | 99è                |
| 116                | Reinardt Janse van Rensburg (RSA) | 12è                |
| 117                | Bernhard Eisel (AUT)              | DNF                |

| Team Ineos INS | Team Ineos INS             | Team Ineos INS |
| -------------- | -------------------------- | -------------- |
| Núm            | Ciclista                   | Pos            |
| 121            | Leonardo Basso (ITA)       | 43è            |
| 122            | Kristoffer Halvorsen (NOR) | DNF            |
| 123            | Christian Knees (GER)      | 30è            |
| 124            | Michał Kwiatkowski (POL)   | 116è           |
| 125            | Christopher Lawless (GBR)  | DNF            |
| 126            | Luke Rowe (GBR)            | 38è            |
| 127            | Ben Swift (GBR) (ruta)     | 14è            |

| Team Jumbo-Visma TJV | Team Jumbo-Visma TJV    | Team Jumbo-Visma TJV |
| -------------------- | ----------------------- | -------------------- |
| Núm                  | Ciclista                | Pos                  |
| 131                  | Jos van Emden (NED)     | 77è                  |
| 132                  | Danny van Poppel (NED)  | 42è                  |
| 133                  | Bert-Jan Lindeman (NED) | 82è                  |
| 134                  | Paul Martens (GER)      | 65è                  |
| 135                  | Timo Roosen (NED)       | 41è                  |
| 136                  | Mike Teunissen (NED)    | 5è                   |
| 137                  | Floris De Tier (BEL)    | 44è                  |

| Katusha-Alpecin TKA | Katusha-Alpecin TKA         | Katusha-Alpecin TKA |
| ------------------- | --------------------------- | ------------------- |
| Núm                 | Ciclista                    | Pos                 |
| 141                 | Jenthe Biermans (BEL)       | 52è                 |
| 142                 | Jens Debusschere (BEL)      | DNF                 |
| 143                 | Nathan Haas (AUS)           | 33è                 |
| 144                 | Marco Haller (AUT)          | 46è                 |
| 145                 | Nils Politt (GER)           | 16è                 |
| 146                 | José Gonçalves Maciel (POR) | 66è                 |
| 147                 | Dmitri Strakhov (RUS)       | 72è                 |

| Team Sunweb SUN | Team Sunweb SUN           | Team Sunweb SUN |
| --------------- | ------------------------- | --------------- |
| Núm             | Ciclista                  | Pos             |
| 151             | Jan Bakelants (BEL)       | 20è             |
| 152             | Roy Curvers (NED)         | DNF             |
| 153             | Johannes Fröhlinger (GER) | 87è             |
| 154             | Marc Hirschi (SUI)        | 21è             |
| 155             | Lennard Kämna (GER)       | DNF             |
| 156             | Max Kanter (GER)          | DNF             |
| 157             | Cees Bol (NED)            | 119è            |

| Trek-Segafredo TFS | Trek-Segafredo TFS        | Trek-Segafredo TFS |
| ------------------ | ------------------------- | ------------------ |
| Núm                | Ciclista                  | Pos                |
| 161                | Fumiyuki Beppu (JPN)      | DNF                |
| 162                | Koen de Kort (NED)        | 94è                |
| 163                | Alex Frame (NZL)          | DNF                |
| 164                | Michael Gogl (AUT)        | 106è               |
| 165                | Matteo Moschetti (ITA)    | 100è               |
| 166                | Mads Pedersen (DEN)       | 15è                |
| 167                | Toms Skujiņš (LAT) (ruta) | 24è                |

| UAE Team Emirates UAD | UAE Team Emirates UAD      | UAE Team Emirates UAD |
| --------------------- | -------------------------- | --------------------- |
| Núm                   | Ciclista                   | Pos                   |
| 171                   | Sven Erik Bystrøm (NOR)    | 31è                   |
| 172                   | Roberto Ferrari (ITA)      | 64è                   |
| 173                   | Alexander Kristoff (NOR)   | 4t                    |
| 174                   | Vegard Stake Laengen (NOR) | 79è                   |
| 175                   | Rui Oliveira (POR)         | 29è                   |
| 176                   | Jasper Philipsen (BEL)     | 34è                   |
| 177                   | Rory Sutherland (AUS)      | 78è                   |

| Gazprom-RusVelo GAZ | Gazprom-RusVelo GAZ            | Gazprom-RusVelo GAZ |
| ------------------- | ------------------------------ | ------------------- |
| Núm                 | Ciclista                       | Pos                 |
| 181                 | Aleksandr Vlàssov (RUS) (ruta) | 75è                 |
| 182                 | Ievgueni Xalunov (RUS)         | 108è                |
| 183                 | Serguei Xílov (RUS)            | 18è                 |
| 184                 | Ígor Bóiev (RUS)               | 56è                 |
| 185                 | Stepan Kurianov (RUS)          | 76è                 |
| 186                 | Vladislav Kulikov (RUS)        | 122è                |
| 187                 | Piotr Rikunov (RUS)            | 71è                 |

| Arkéa-Samsic PCB | Arkéa-Samsic PCB       | Arkéa-Samsic PCB |
| ---------------- | ---------------------- | ---------------- |
| Núm              | Ciclista               | Pos              |
| 191              | André Greipel (GER)    | 11è              |
| 192              | Robert Wagner (GER)    | DNF              |
| 193              | Clément Russo (FRA)    | 19è              |
| 194              | Brice Feillu (FRA)     | 120è             |
| 195              | Kévin Ledanois (FRA)   | DNF              |
| 196              | Franck Bonnamour (FRA) | 88è              |
| 197              | Connor Swift (GBR)     | 109è             |